# Falscher Mittelstand
Falscher Mittelstand ist die soziologische Bezeichnung für Berufsgruppen aus dem tertiären Sektor, die sich durch ihr Einkommen und ihren Status kaum von der mittleren Arbeiterschaft unterscheiden, sich aber selbst den Mittelschichten zugehörig fühlen und Verhaltensweisen des „alten Mittelstandes“ kopieren. Zum falschen Mittelstand zählen unter anderen Verkäufer, Kellner und Chauffeure.
Der Begriff wurde von Ralf Dahrendorf geprägt, der ihn im Zusammenhang des später sogenannten Dahrendorfhäuschens verwendete. Dahrendorf betont, dass schon der Begriff ein Element von Kritik enthält, und urteilt: „Niemand verteidigt mittelständische Rechte und Interessen lautstärker als gerade seine problematischen Mitglieder. Der Widerspruch zwischen sozialer Stellung und Selbstbewußtsein macht diese Schicht zudem zu einer politisch labilen Kategorie, deren Unterstützung erworben zu haben keine Partei besonders selbstgewiß stimmen kann.“